# Deccani (cheval)
Pour les articles homonymes, voir Deccani.
Vous lisez un « bon article » labellisé en 2017.
Le Deccani, ou Bhimthadi, est une race de poneys ou de petits chevaux de selle originaire de la vallée de la rivière Bhima, dans le district de Pune, en Inde. La race a vraisemblablement été sélectionnée par les Marathes à partir de la fin du XVIIIe siècle, à l'aide de croisements avec des chevaux arabes, persans et turcs. Elle gagne une excellente réputation chez les Britanniques au siècle suivant, lesquels en encouragent financièrement l'élevage et la réquisitionnent abondamment pour remonter leur armée. Ces ponctions ont affaibli la race, qui est considérée comme en voie de disparition au début du XXe siècle. 
Le Deccani est décrit comme un petit cheval de robe unie, proche de l'Arabe, particulièrement résistant, frugal et endurant. Il est pratiquement éteint de nos jours.

## Dénomination
Le Deccani est également connu sous le nom de « Bhimthadi »,, ou de « race du Deccan » (Deccan breed, en anglais). Il tient son nom du vaste plateau du Deccan, en Inde.
L'auteur autrichien Martin Haller le cite parmi des « variantes du poney mongol », et lui attribue Bombay pour région d'élevage.

## Histoire
La présence de chevaux dans la région est probable dès les IIe et Ier siècles, puisque des peintures rupestres ont été retrouvées dans les grottes d'Ajantâ. Marco Polo mentionne un important commerce de chevaux débarqués dans les ports du Deccan. En effet, les lourds chevaux de guerre recherchés par les Moghols et les sultans du Deccan ont toujours été importés, en particulier depuis l'Iran.

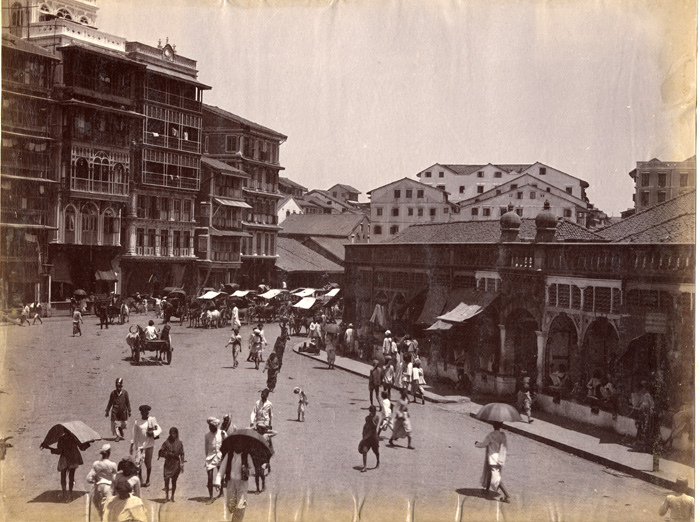
Rue de Bombay en 1890, avec des charrettes à bœufs et à poneys.

Il semble que les Marathes se soient mis à élever une race spécifique dès la fin du XVIIIe siècle. Le guerrier et Maharajah Marathe Yashwantrao Holkar (1776-1811) est réputé pour avoir toujours monté en bataille une jument du nom de Mahua, de race Bhimthadi, dont il disait qu'elle portait son royaume sur sa selle. D'après la tradition orale locale, au début du XIXe siècle, la race est croisée avec 500 chevaux et juments arabes, obtenus par les Nizam et nobles d'Hyderabad directement en Arabie. Sous le nom de « Bhimtadi », la race est décrite en des termes très valorisants dans les sources britanniques. Elle reçoit également l'influence d'étalons persans et turcs. Les meilleurs sujets sont réputés provenir de Bhima et Uira.
Dans la description qu'il fait de l'économie de l'Inde à la fin du XIXe siècle, Sir George Watt est très impressionné par cette race, qu'il estime être l'une des meilleures de l'Inde. Il signale que les meilleurs poneys sont nommés « Dhangar » ou « Khilári ». Les habitants les considèrent comme une race distincte, mais Watt estime que cette distinction provient d'une différence dans les pratiques d'élevage, les éleveurs Dhangar ayant l'habitude de castrer leurs animaux. Ces derniers élèvent des groupes de 20 à 30 poneys. Le district de Pune a longtemps été fameux pour son élevage équin, la plupart des agriculteurs possédant une ou deux juments.
Les Britanniques poussent les habitants de la région de Bombay à pratiquer l'élevage de chevaux. Dans le but de restaurer les anciennes caractéristiques qui leur sont utiles chez la race, ils investissent à partir de 1827 environ 100 000 £ dans un haras à Alegaon Paga, pendant quinze ans, avant d'abandonner l'expérience en 1842,. Les famines et les différentes réquisitions britanniques qui ont touché la région au XIXe siècle ont anéanti le cheptel des Marathes. En 1850, la race dite Deccan du sud a complètement disparu. En 1898, les Britanniques ne trouvent plus ces poneys pour leurs régiments et doivent les remplacer par des mules, car la race a été décimée pendant la seconde campagne d'Afghanistan, les réquisitions ayant même touché les poulinières. En 1907, d'après Sir Humphrey Francis De Trafford, la race Deccani vit de « mauvais jours ».

## Description

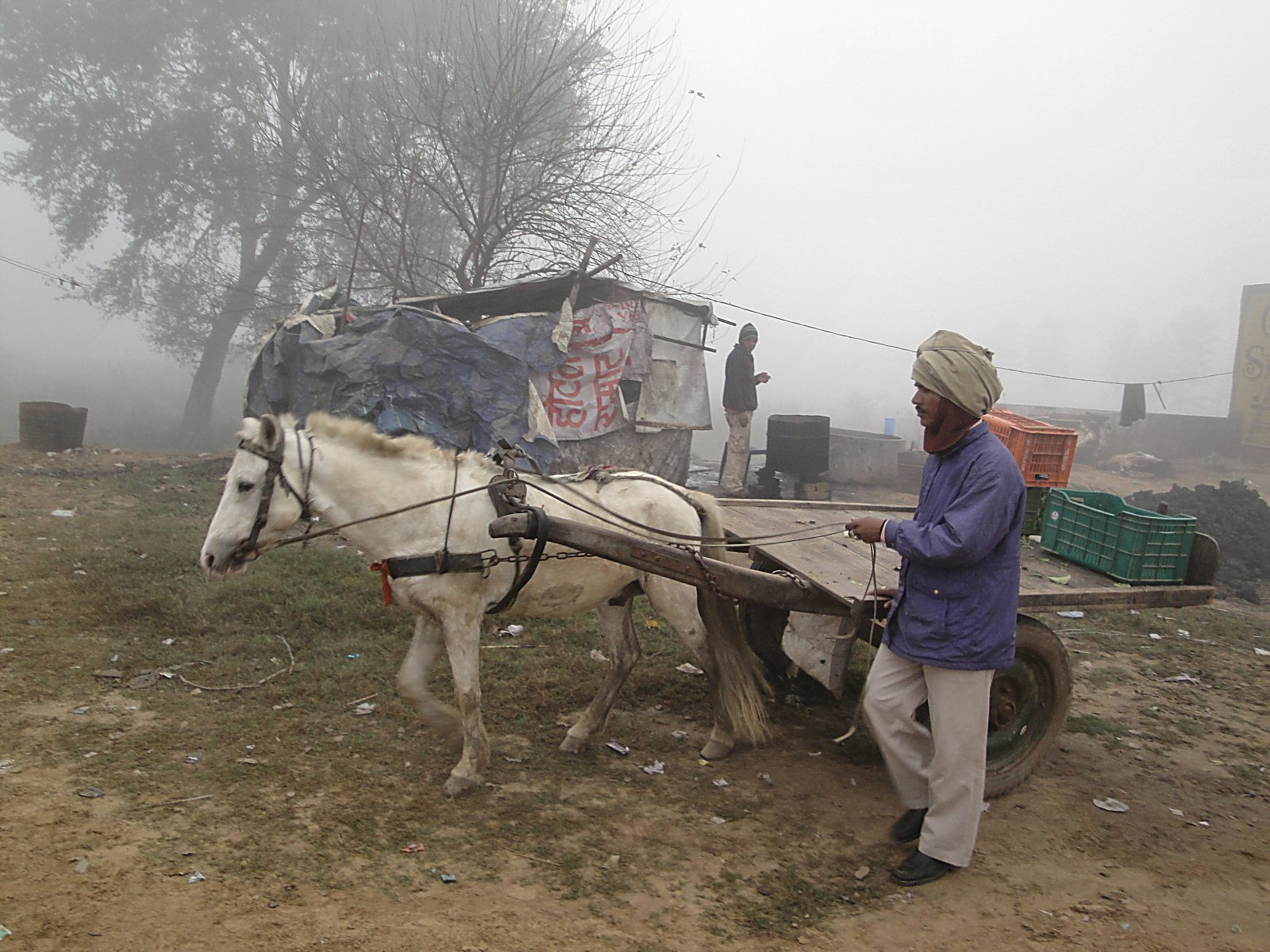
Possible Deccani attelé pour du transport entre Jaipur et Delhi.

La FAO classe la race parmi les poneys, mais différentes sources font une distinction entre deux types, un cheval de selle et un poney. Le type cheval de selle est un animal de taille moyenne, dépassant rarement 14,2 mains (1,44 m). Réputé élégant, il possède un front large, des membres fins, et porte généralement une robe baie foncée. Il est apparenté à l'Arabe, du moins pour ce qui est de son endurance et de son caractère,, avec une qualité de pieds et de jointures réputée meilleure.
Le Deccani de type poney est un animal trapu et robuste, aux jambes courtes, dont la taille varie de 12 à 13,5 mains, ou un peu plus (soit 1,22 m à 1,37 m), jusqu'à 14 mains, (soit 1,42 m) pour les meilleurs spécimens. La robe est généralement baie, bai-brune ou alezane, plus rarement grise, et encore plus rarement porteuse du gène Dun. Ce poney est très réputé également, puisqu'il est jugé aussi bon qu'un cheval arabe de premier ordre,,. Il est connu pour être capable de « se nourrir de tout », pour travailler par tous les climats, et pour être capable de parcourir 60 miles par jour.

## Utilisations
Le Deccani était réputé autrefois être « le gentleman des paysans ». Le type poney était destiné principalement au transport du courrier ou de tout type de charge. La cavalerie de l'Inde a fait un usage important de cette race, réputée meilleure pour le transport de marchandises que le mulet. Le 9th Royal Deccan Horse est le régiment de cavalerie le plus titré de l'Inde ; il a inspiré une marque d’allumettes qui a créé une série pour honorer les chevaux qui ont servi dans ce régiment.

## Diffusion de l'élevage

Répartition des différentes races de chevaux élevées en Inde.

La race est originaire de la vallée de la rivière Bhima dans le district de Pune, d'où son autre nom de Bhimthadi. Le Deccani est devenu extrêmement rare : en 1988, d'après le comptage transmis à la FAO, il en restait moins de 100 représentants. Il a été ajouté tardivement à la liste des races de chevaux indigènes de l'Inde par la FAO, vers 1999, avec le Chummarti et le Sikang, deux autres races en voie d'extinction. CAB International (2002) ainsi que d'autres sources (2004) considèrent la race comme étant « pratiquement éteinte ». Son niveau de menace est toujours considéré comme « en danger critique d'extinction » par la FAO en 2007, de même que par l'étude de l'université d'Uppsala menée pour la FAO en 2010, qui le liste comme une race asiatique locale en danger critique d'extinction. En 2014, l'encyclopédie Delachaux et Niestlé souligne le manque d'informations au sujet de cette race, présumée « très rare ». En 2016, CAB International le cite également comme « presque éteint ».